# GRID (medycyna)
GRID (ang. gay-related immune deficiency – zespół niedoboru odporności gejów) – pierwsza nazwa zaproponowana dla AIDS w 1982, w związku z zauważeniem przez naukowców zwiększonej częstości zachorowań na mięsaka Kaposiego i pneumocystowe zapalenie płuc wśród homoseksualnych mężczyzn w Kalifornii i Nowym Jorku. Później zanotowano zwiększoną częstość zachorowań tych chorób u Haitańczyków, osób chorych na hemofilię, wstrzykujących dożylnie narkotyki, partnerek seksualnych pacjentów chorych na AIDS oraz biorców krwi bez żadnych oczywistych w tamtym czasie czynników ryzyka.
Nazwę AIDS zaproponowali po raz pierwszy w 1982 naukowcy, którzy chcieli wprowadzić bardziej dokładne, neutralne określenie.